# Пустинна тесноуста жаба
Пустинна тесноуста жаба (Breviceps macrops) е вид жаба от семейство Brevicipitidae. Видът е уязвим и сериозно застрашен от изчезване.

## Разпространение
Разпространен е в Намибия и Южна Африка.

## Описание
Популацията на вида е намаляваща.